# 2009 في بيرو
فيما يلي قوائم الأحداث التي وقعت خلال عام 2009 في بيرو.

## سياسة

### تعيين في المنصب
- 11 يوليو – خافيير فيلاسكيز رئيس مجلس الوزراء البيروفي [الإنجليزية]‏.

## رياضة
- 1 يناير – الدوري البيروفي لكرة القدم 2009 الفائز نادي يونيفرسيتاريو.
- 1 يناير – بطولة أمريكا الجنوبية لألعاب القوى 2009
- 1 يناير – دوري الدرجة الثانية البيروفي 2009 الفائز سبورت بويز.
- 1 يناير – كوبا بيرو 2009 الفائز León de Huánuco [الإنجليزية]‏.

## وفيات

### مارس
- 12 مارس – بلانكا فاريلا (مواليد 1926) شاعرة بيروفية.

### يونيو
- 19 يونيو – ألبرتو أندرادي (مواليد 1943) سياسي بيروفي.
- 24 يونيو – أليسيا ديلغادو (مواليد 1959) موسيقية بيروفية.